# Ayr Lake
Ayr Lake är en sjö i Kanada.   Den ligger i territoriet Nunavut, i den nordöstra delen av landet, 2 800 km norr om huvudstaden Ottawa. Ayr Lake ligger 984 meter över havet.
|  |

Trakten runt Ayr Lake är permanent täckt av is och snö. Trakten runt Ayr Lake är nära nog obefolkad, med mindre än två invånare per kvadratkilometer.